# Тёмное наследие
«Тёмное наследие» (англ. Inheritance) — американский триллер режиссёра Вона Стайна. В фильме снялись Лили Коллинз, Саймон Пегг, Конни Нильсен и Чейс Кроуфорд. 
Премьера ленты состоялась в рамках кинофестиваля Трайбека 2020 года. В России фильм вышел на цифровых платформах 19 мая.

## Сюжет
В 2008 году внезапно скончался Арчер Монро (Патрик Уорбертон), патриарх богатой и влиятельной семьи в Нью-Йорке. Его поместье будет поделено между членами семьи: Кэтрин (Конни Нильсен), его женой; Уильямом (Чейс Кроуфорд), его сыном, политиком, баллотирующимся на второй срок; и Лорен (Лили Коллинз), его дочерью, окружным прокурором Манхэттена. Семейный адвокат Гарольд Тьюлис (Майкл Бич) тайно показывает Лорен посмертное видеообращение ее отца, которое он оставил ей. Отец направляет Лорен в секретный подземный бункер на территории семейного поместья. Там она находит пленника (Саймон Пегг), который называет себя Морганом Уорнером и говорит, что находится в заключении 30 лет.
Морган утверждает, что он был другом и деловым партнером Арчера, пока однажды ночью, во время езды в нетрезвом виде, они не убили пешехода. По настоянию Арчера двое скрыли преступление, а затем Арчер взял Моргана в плен, чтобы предотвратить разоблачение убийства. За прошедшие годы Арчер относился к Моргану как к духовнику и рассказал множество секретов. В качестве доказательства Морган указывает Лорен место, где похоронено тело пешехода. Лорен следует подсказкам Моргана и находит давнюю любовницу Арчера, от которой у него был сын, а также доказательства того, что Арчер давал взятки, чтобы помочь своим детям избираться на государственные должности. В конце концов Лорен решается освободить Моргана и, полагая, что с ним поступили несправедливо, приказывает Гарольду открыть счет в оффшорном банке и зафрахтовать частный самолет, чтобы Морган мог исчезнуть.
Пока Морган спал, Лорен взяла образец его отпечатков пальцев и отправила их для идентификации. В базе данных находят отпечатки пальцев, файл отправляют в дом Монро. Кэтрин видит файл и приходит в ужас от фотографий Моргана, которого она идентифицирует как «Карсона», утверждая, что он «злой человек». Лорен обнаруживает, что самолет, на котором Морган должен был улететь, не вылетал. Также Лорен выясняет, что Гарольд убит. К тому времени, когда Лорен возвращается в дом Монро, Морган похитил Кэтрин и отвел ее в бункер. Карсон справился с Лорен и рассказал, что тридцать лет назад он накачал Кэтрин наркотиками и изнасиловал ее. Арчер увез Карсона куда-то, чтобы убить его, но по дороге они сбили пешехода. Более того, Карсон ответственен за смерть Арчера, так как использовал яд, который Арчер намеревался применить на нем. Лорен сопротивляется, и во время их борьбы Карсон успевает сказать, что он биологический отец Лорен, прежде чем Кэтрин хватает его пистолет и убивает его. Вместе Лорен и Кэтрин поливают бункер бензином и поджигают его, уничтожая все свидетельства пленения Карсона.

## В ролях
- Лили Коллинз — Лорен  Элизабет Монро
- Саймон Пегг — Морган Уорнер / Карсон Томас
- Конни Нильсен — Кэтрин Монро
- Чейс Кроуфорд — Уильям Монро
- Патрик Уорбертон — Арчер Монро
- Марке Ричардсон II — Скотт
- Майкл Бич — Гарольд Тьюлис
- Крис Ганн — Томас Райндорф
- Хосе Эррера — детектив Эмилио Санчес
- Кристина ДеРоса — София Фиоре
- Харрисон Стоун — Харви

## Производство
В ноябре 2018 года было объявлено, что Саймон Пегг и Кейт Мара присоединились к актерскому составу фильма, режиссером которого назначен Вон Стайн, а сценаристом — Мэтью Кеннеди. Продюсировать картину взялись компании Southpaw Entertainment, WulfPak Productions и Convergent Media.
В период с января по март 2019 года к касту присоединились Конни Нильсен, Чейс Кроуфорд и Патрик Уорбертон, а Лили Коллинз заменила Кейт Мару. В апреле 2019 года к актерскому составу картины также присоединился Марке Ричардсон II. 
Съемки проходили с 25 февраля по 5 апреля 2019 года в Бирмингеме и Мобиле, Алабама, США. 
Саймону Пеггу потребовалось 6 месяцев, чтобы физически перевоплотиться в своего персонажа: сбросить 12 кг и довести уровень жира в организме до 8%. 

## Релиз
Премьера фильма состоялась в рамках кинофестиваля «Трайбека» 2020 года. Старт картины в кинотеатрах США запланирован на 22 мая 2020 года. В России лента вышла на цифровых платформах 19 мая. 

## Маркетинг
Официальный оригинальный трейлер картины был опубликован в сети компанией ONE Media 20 марта 2020 года. Его локализованная версия появилась в интернете 15 мая.